# Latin Lovers
 Latin Lovers és una pel·lícula estatunidenca dirigida per Mervyn LeRoy, estrenada el 1953.

## Argument
Nora Taylor, multimilionària americana, vol ser estimada pel que és i no pels seus diners. Fuig del seu promès Paul Chevron, sospitant que l'interessa més la fusió de les seves dues fortunes, i marxa al Brasil. Hi coneix Roberto Santos, un petit plantador que sembla no impressionar-se de la seva fortuna.

## Rebuda
D'acord amb la MGM la pel·lícula va guanyar 1,056 milions als EUA i Canadà i 1.033.000 $ en la resta del món, resultant una pèrdua de 837.000 $.

## Repartiment
- Lana Turner: Nora Taylor
- Ricardo Montalban: Roberto Santos
- John Lund: Paul Chevron
- Louis Calhern: Avi Eduardo Santos
- Jean Hagen: Anne Kellwood

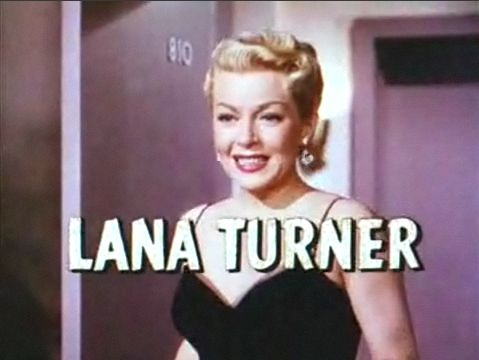
Lana Turner

- Eduard Franz: Dr. Lionel Y. Newman
- Beulah Bondi: L'analista
- Joaquin Garay: Zeca
- Archer MacDonald: Howard G. Hubbell
- Dorothy Neumann: Sra. Newman
- Robert Burton: M. Cumberly
- Rita Moreno: Christina